# بشتة كلكل (مقاطعة تشرداول)
بشتة كلكل (بالفارسية: پشته کل‌کل) هي قرية تقع في قسم آسمان‌آباد الريفي (مقاطعة تشرداول) في إيران. يقدر عدد سكانها بـ 111 نسمة .